# Dance (Our Own Party)
"Dance (Our Own Party)" é uma canção da banda maltesa de indie pop The Busker. A canção representou Malta no Festival Eurovisão da Canção de 2023, depois de ter vencido a seleção nacional maltesa para o festival desse ano.

## Festival Eurovisão da Canção
Malta foi apurada para a primeira semifinal, que se realizou em 9 de maio de 2023, tendo ficado em segundo lugar no espetáculo. A canção não conseguiu qualificar-se para a final, terminando em 15.º lugar.